# 维勒卢万-库朗热
维勒卢万-库朗热（法語：Villeloin-Coulangé，法語發音：[vil.lwɛ̃ kulɑ̃ʒe]）是法国安德尔-卢瓦尔省的一个市镇，位于该省东南部，属于洛什区。该市镇于1831年由原市镇维勒卢万（Villeloin）和库朗热（Coulangé）合并而成。

## 地理
维勒卢万-库朗热（47°8'26"N, 1°13'23"E）面积34.62 平方千米，位于法国中央-卢瓦尔河谷大区安德尔-卢瓦尔省，该省份为法国中西部省份，北起萨尔特省、东北接卢瓦-谢尔省，东南接安德尔省，南至维埃纳省，西临曼恩-卢瓦尔省。
与维勒卢万-库朗热接壤的市镇（或旧市镇、城区）包括：博蒙村、安德鲁瓦河畔舍米耶、安德鲁瓦河畔洛谢、蒙特雷索尔、努昂莱方丹、奥尔比尼。

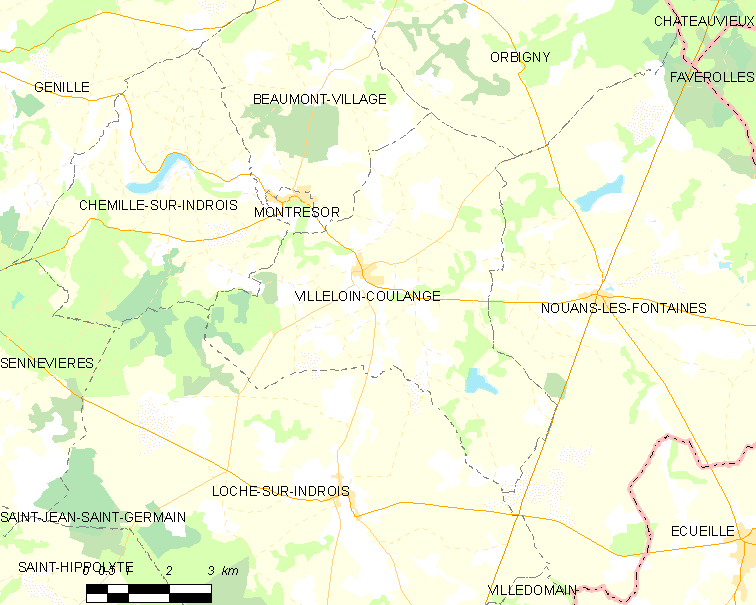
维勒卢万-库朗热的OSM定位图

维勒卢万-库朗热的时区为UTC+01:00、UTC+02:00（夏令时）。

## 行政
维勒卢万-库朗热的邮政编码为37460，INSEE市镇编码为37277。

## 政治
维勒卢万-库朗热所属的省级选区为洛什县。

## 人口

1962-2008年间维勒卢万-库朗热人口变化图示

维勒卢万-库朗热于2022年1月1日时的人口数量为584人。